# Sphaerophoria multipunctata
Sphaerophoria multipunctata är en tvåvingeart som beskrevs av Zetterstedt 1859. Sphaerophoria multipunctata ingår i släktet sländblomflugor, och familjen blomflugor.
Artens utbredningsområde är Sverige. Inga underarter finns listade i Catalogue of Life.